# Carré inscrit dans un triangle
En géométrie, un carré inscrit dans un triangle est un carré dont les quatre sommets sont sur les côtés d'un triangle. 

## Classification et construction
Van Lamoen a remarqué, qu'il existe deux types de carrés inscrits dans un triangle : le type I a deux sommets consécutifs sur un même côté (étendu ou strict) et le type II a deux sommets opposés sur le même côté étendu. Les deux types de problème ont chacun trois solutions, que Van Lamoen a étudiées.

Carrés inscrits de type I

Construction des carrés inscrits de type I selon van Lamoen

Carrés inscrits de type II

Construction du type I de van Lamoen

Construction des carrés inscrits de type I selon Casey

Un carré inscrit dans un triangle ABC peut se construire comme suit :
- construire un carré de côté un des côtés du triangle (ici, on prendra AB). Les deux autres sommets seront nommés M et N.
- les segments [CM] et [CN] intersectent A et B en P et Q
- PQ est un des côtés du carré inscrit dans le triangle ABC

Le carré inscrit est de type I si le carré ABMN est construit vers l'extérieur du triangle ABC, et de type II si ABMN est construit vers l'intérieur de ABC.
Construction du type I de Casey
Un carré inscrit dans un triangle ABC peut se construire comme suit:
- on note D, le pied de la hauteur issue de C et on construit E sur la droite (AB) tel que AD = BE à l'extérieur du triangle
- la bissectrice de l'angle BDC coupe [CE] en F
- la parallèle à (AB) passant par F coupe (AC) et (BC) en G et H
- GH est un des côtés du carré inscrit dans le triangle ABC

Le carré inscrit est de type I si le carré ABMN est construit vers l'extérieur du triangle ABC, et de type II si ABMN est construit vers l'intérieur de ABC.
Construction du type II
Pour les carrés strictement inscrits de type I, on note MA, MB, MC, les centres des carrés dont un côté est inclus dans [BC], [CA], [AB] respectivement. L'intersection de (BC) et (MBMC) est notée PA et on trace la perpendiculaire à (BC) passant par PA. Les intersection de cette droite avec (AB) et (AC) sont deux sommets du carré inscrit de type II et PA est son centre. Les deux autres carrés s'obtiennent pas permutation.

## Propriétés
Le triangle formé par les centres des trois carrés inscrits de type I est appelé triangle des carrés inscrits intérieur, qui est homologique avec le triangle de référence, de sommet le point de Vecten extérieur. De même, le triangle formé par les centres des trois carrés inscrits de type II est appelé triangle des carrés inscrits extérieur, qui est homologique avec le triangle de référence, de sommet le point de Vecten intérieur.
Les droites joignant les sommets correspondants des deux triangles des carrés inscrits sont parallèles à l'axe orthique.
Les cercles circonscrits aux triangles ARASA, BRBSB, CRCSC sont les cercles d'Apollonius du triangle ABC.

Le côté du carré inscrit dans un triangle de type I est égale à la moitié de la moyenne harmonique de la base et de sa hauteur associée.

Pour un carré inscrit intérieure de type I, s'il se base sur le côté de longueur a, en notant h la hauteur issue de A, alors le côté du carré inscrit vaut la moitié de la moyenne harmonique de a et h :
{\displaystyle \mathrm {c} ={\frac {ah}{a+h}}={\frac {2Sa}{a^{2}+2S}}.}
où S est la surface du triangle de référence.

Les centres des carrés inscrits de type II sont alignés.
En reprenant les notations de la section précédente, les droites (MAPA), (MBPB) et (MCPC) sont concourantes. Ainsi, les deux triangles des carrés inscrits sont homologiques.